# Nils Alphand
Pour les articles homonymes, voir Alphand.
Nils Alphand, né le 16 juin 1996, est un skieur alpin français spécialisé dans les disciplines de vitesse (descente et super G).
Il est le fils de Luc Alphand (vainqueur de la Coupe du monde en 1997) et le frère d'Estelle Alphand et de Sam Alphand (également skieurs alpins). Nils Alphand se révèle grâce à son titre de champion du monde junior de super G en 2017.

## Biographie
Il inscrit son nom au palmarès des Championnats du monde juniors de 2017 avec sa victoire sur le super G d'un centième de seconde devant l'Autrichien Raphael Haaser et de deux centièmes de seconde le Suisse Semyel Bissig. Il succède au Français Matthieu Bailet au palmarès.

## Palmarès

### Championnats du monde juniors
| Épreuve / Édition        | Descente | Super G | Géant | Slalom | Combiné |
| Mondiaux junior 2017 Åre | 52e      | Or      | —     | —      | Abandon |